# Дальстрой
Дальбуд (рос. Дальстрой) — державний трест по дорожньому і промисловому будівництву в районі Верхньої Колими (рос. Дальний Север).
Створений 13 листопада 1931 року.
Головні завдання тресту — пошуки і розробка золоторудних родовищ на території Ольсько-Сеймчанського району Далекосхідного краю, а також будівництво автомобільної дороги від бухти Нагаєва до району золотодобування.
Головне управління тресту розташовувалося на березі бухти Нагаєва в Магадані. Директором Дальбуду з моменту його організації до арешту у грудні 1937 року був Е. П. Берзін.

## Дальбуд і ГУЛАГ
Для забезпечення наявних і запланованих робіт на Дальбуду територіях, де практично не було населення, наказом ОДПУ 287/з від 1 квітня 1932 року був створений Північно-східний виправно-трудовий табір (рос. СВИТЛ).
Формально СВИТЛ перебував у підпорядкуванні ПП ОДПУ по ДВК, який, в свою чергу був підвідомчий ГУЛАГу. Тим не менш, до 1939 року, ГУЛАГ не отримував ніякої інформації про стан справ у Північно-Східному таборі.
Перші дані з характеристикою складу ув'язнених надійшли в Обліково-розподільчий відділ Гулагу після передачі Дальбуду в НКВС.

## Виробнича спеціалізація
Основною виробничою спеціалізацією Дальбуду були видобуток золота і олова. Добували також вольфрам, кобальт, вугілля, будівельні матеріали та інші корисні копалини. Велися геологорозвідувальні та ремонтні роботи, здійснювалося дорожнє, цивільне і промислове будівництво.

## Структура
Структура Дальбуду досить складна. До складу Дальбуду входили Управління з видобутку корисних копалин і Управління дорожнього будівництва. У вересні 1935 року на базі Управління з видобутку корисних копалин були організовані Північне і Південне гірничопромислове управління (ГПУ). Згодом було створено ще ряд ГПУ — Західне, Тенькинське, Південно-Західне, Чай-Уринське, Янське, Чаун-Чукотське, Індігірське, Омсукчанське і Чаунське.
Крім Управління дорожнього будівництва в різні роки було організовано ще кілька будівельних управлінь: Геологорозвідувальне, Автотранспортне Управління підсобних господарств, Управління шосейних доріг, Управління Колимо-Індигірського річкового пароплавства, управління перевалочних баз в бухті Находка, в сел. Осетрово.
18 березня 1953 року Головне управління будівництва Далекої Півночі було передано в Міністерство металургійної промисловості СРСР, а табірні підрозділи — ГУЛАГу МЮ СРСР.

## Начальники Дальбуда
- Берзін Едуард Петрович (1931-1937), дивінтендант (1937). Розстріляний в 1938.
- Павлов Карпо Олександрович (1937-1939), генерал-полковник (1945). Застрелився в 1957.
- Никишов Іван Федорович (1939-1948), генерал-лейтенант. Помер в 1948.
- Петренко Іван Григорович (1948-1950), генерал-майор. Помер в 1950.
- Митраков Іван Лукич (1950-1956), гірський генерал-директор 2-го рангу. Помер в 1956.
- Чугуєв Юрій Веніамінович (1956-1957), інженер-полковник. Помер в 1964.

## Умови господарської діяльності
Умови господарської діяльності Дальбуду відрізнялися від загальноприйнятих у СРСР. У 1931 році постановою Ради Народних Комісарів, Дальстрой був звільнений від податків і зборів. З 1932 року від податків були звільнені також товари, куплені Дальстроєм для власних потреб. Доходи від реалізації товарів, що продаються за комерційними цінами, залишалася в розпорядження тресту. З 1933 року Дальстрою було передано право вільного розпорядження всіма засобами держтрудощадкас на своїй території і доходами, отриманими від реалізації облігацій держпозик. Трест також користувався правом самостійно розпоряджатися лісовими масивами на своїй території.